# GJ 380
GJ 380 lub Groombridge 1618 – jedna z najbliższych Układowi Słonecznemu gwiazd, klasyfikowana jako pomarańczowy karzeł. Znajduje się ona w gwiazdozbiorze Wielkiej Niedźwiedzicy, w odległości ok. 15,85 lat świetlnych od Słońca. Jej jasność wizualna to 6,61m. Jest ona zatem trochę za słabym obiektem, by można ją dostrzec gołym okiem.

## Właściwości fizyczne
GJ 380 należy do typu widmowego K7V (zob. diagram Hertzsprunga-Russella). Temperatura powierzchni tego pomarańczowego karła sięga ok. 3800 K. 
Masa tej gwiazdy to 0,64 masy Słońca, promień 0,59-0,68, a jasność 0,046 wartości Słońca. Obrót GJ 380 wokół własnej osi trwa od 8,7 do 28,1 dnia (prędkość 0,9-2,9 km/s). U gwiazdy tej stwierdzono zmiany jasności – jest to gwiazda rozbłyskowa.
Jej wiek szacuje się na ok. miliard lat.